# Chiesa di Sant'Isidoro (Oviedo)

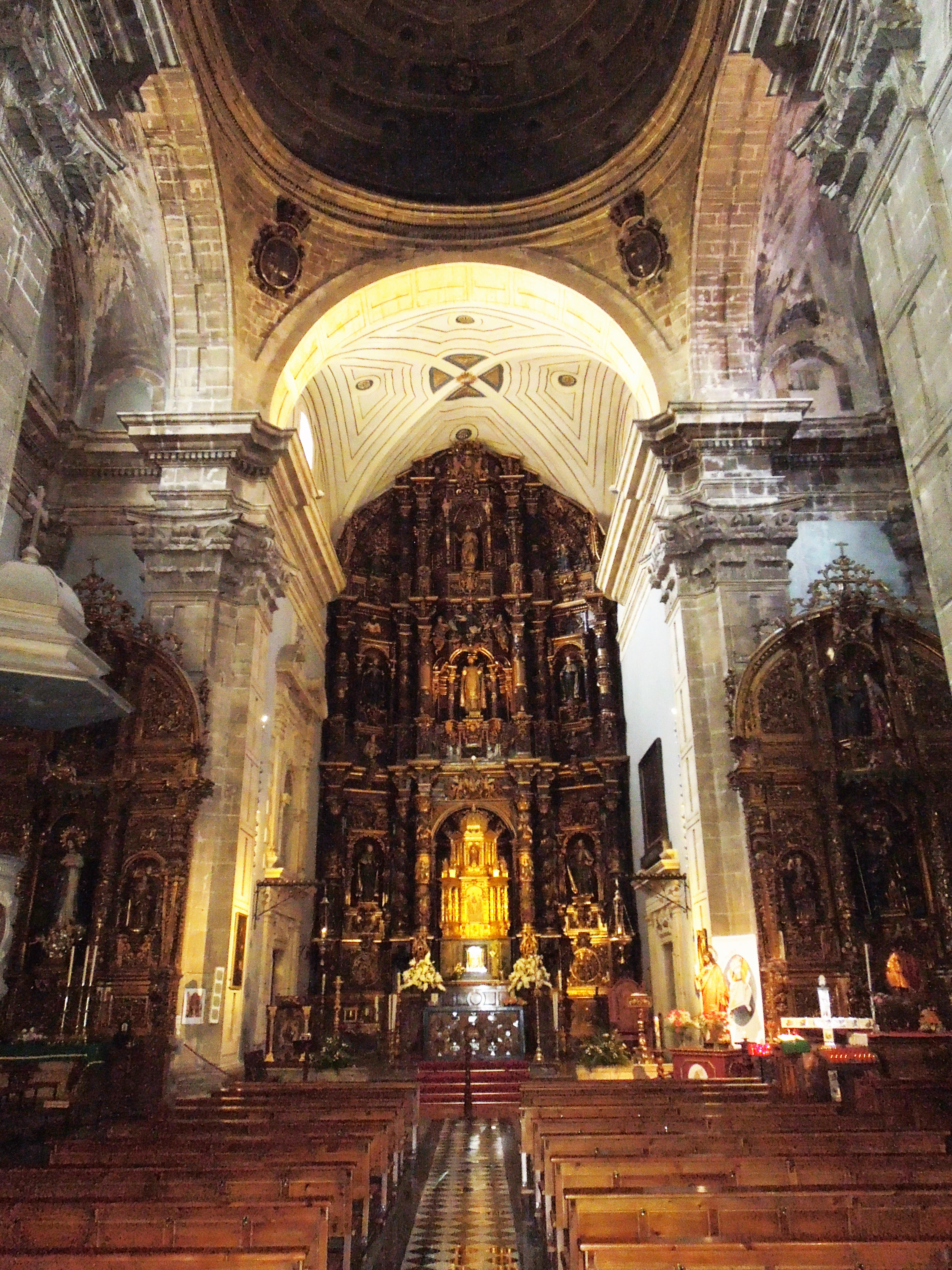
L'interno della chiesa

La chiesa di Sant'Isidoro (in lingua spagnola, Iglesia de San Isidoro el Real) è una chiesa parrocchiale della città spagnola di Oviedo (Asturie), situata nella Piazza della Costituzione, accanto al municipio della città.

## Storia
La chiesa faceva parte fin dalla sua fondazione dello scomparso Collegio San Matías della Compagnia di Gesù.
Il 2 giugno 1645 l'arcivescovo di Granada (già vescovo di Oviedo), Martín Carrillo Alderete, firmò il documento di fondazione del Collegio San Matías.
Il complesso fu eretto durante il XVII secolo e nel 1681 l'opera fu conclusa con l'inaugurazione della chiesa.
Il collegio fu demolito nel 1873, per costruirvi il mercato El Fontán, attaccato alla chiesa, che rimane unica testimone dell'antico complesso edilizio.

## Descrizione
I lavori di costruzione della chiesa furono diretti da vari architetti, tra i quali emerge l'architetto di Avila, Francisco Menéndez Camina. La chiesa è a navata unica e con pianta a croce latina; ha una sola torre campanaria esterna, benché il progetto iniziale ne prevedesse due. È classificata come Monumento storico artistico.